# چسکز، شهرستان کزووچو
چسکز، شهرستان کزووچو (به لاتین: Trzęsacz, Człuchów County) یک روستای لهستان در لهستان است که در Gmina Przechlewo واقع شده‌است.

## خصوصیات
چسکز ۴ نفر جمعیت دارد.